# Porc à la cévenole
Le porc à la cévenole est un mets issu de la tradition culinaire paysanne des Cévennes. Il est cuisiné soit en sauté, soit en ragoût, soit en daube. Sa préparation utilise des produits locaux (cochon, oignons doux, châtaignes, champignons) ou facilement proposés sur les marchés cévenols (huile d'olive, herbes de Provence).

## Ingrédients et préparation
Ce mets a comme base des morceaux de porc revenus à la poêle dans de l'huile d'olive. Ils sont ensuite mis à mijoter en cocotte avec des oignons doux des Cévennes, des châtaignes (châtaigne d'Ardèche AOC), des olives, des carottes, des champignons des bois et des herbes de Provence. La cuisson doit être longue et faite à feu doux.

## Présentation
Le porc à la cévenole peut être cuisiné en sauté, ragoût, ou daube,.

## Accord mets/vin
Ce mets se marie parfaitement avec un vin blanc local du Gard ou de l'Ardèche.